# Segunda batalla de Caloocan
La segunda batalla de Caloocan (en filipino: Ikalawang Labanan sa Caloocan, en inglés: Second Battle of Caloocan), alternativamente llamada la segunda batalla de Manila, se libró del 22 al 24 de febrero de 1899, en Caloocan durante la Guerra filipino-estadounidense. La batalla contó con un contraataque filipino destinado a ganar Manila de las manos estadounidenses. Este contraataque no logró recuperarla principalmente debido a la falta de coordinación entre las unidades filipinas y la falta de apoyo de artillería.

## Trasfondo
La guerra entre Filipinas y Estados Unidos comenzó el 4 de febrero de 1899, con la culminación de la Batalla de Manila. Más tarde, el 10 de febrero, las fuerzas filipinas se reagruparon en Caloocan y lucharon de nuevo con las fuerzas estadounidenses en la primera Batalla de Caloocan. Los estadounidenses ganaron ambos compromisos, pero luego Elwell S. Otis had Arthur MacArthur, Jr. esperar antes de atacar Malolos.: 92  Al darse cuenta de que los estadounidenses habían detenido su ofensiva para reorganizarse, las fuerzas filipinas, ahora bajo el mando de General Antonio Luna,comenzaron a finalizar sus planes para contraatacar. Apolinario Mabini, el filósofo político, destacó la necesidad de prepararse a fondo para asegurar el éxito de la operación, afirmando que el resultado de la batalla determinaría el destino de la República de Filipinas.

### Preparaciones filipinas
La sede de Luna se estableció en Polo (ahora Valenzuela), y allí se prepararon las operaciones para el contraataque. Las tropas directamente bajo su mando se organizaron en tres brigadas. La Brigada Oeste estaba bajo el general Pantaleón García, el Center Brigade estaba bajo el General Mariano Llanera, y la Brigada Este estaba bajo el coronel Maximino Hizon. El plan previsto por Luna y su estado mayor del ejército era efectuar una unión de fuerzas desde el norte y el sur de Manila con los "sandatahanes" o bolomen dentro de la ciudad. Las otras fuerzas que iban a atacar simultáneamente con las tropas de Luna eran los hombres del General Licerio Gerónimo del este, y los hombres de los generales Pío del Pilar y Miguel Malvar del sur. Luna incluso solicitó la Brigada Tinio endurecida por la batalla en el norte de Luzón, bajo el mando de Manuel Tinio. Tenía más de 1900 soldados. Sin embargo, Aguinaldo solo dio respuestas ambiguas. La fuerza filipina total ascendió a entre 5.000 hombres. La fuerza estadounidense defensora tenía entre 15 000 y 20 000 hombres en Manila y sus suburbios.

## Batalla
A las 9 pm del 22 de febrero, se produjo un incendio en el burdel de Santa Cruz, Manila, seguido de otro en Tondo, Manila.: 59  Los incendios marcaron el inicio del contraataque filipino. Alrededor de las 9 de la noche, Aguinaldo recibió un telegrama sobre el incendio. Los bomberos locales se negaron a actuar, por lo que los estadounidenses utilizaron voluntarios europeos, apoyados por la Guardia Provost y el 13.° de Minnesota, el 2.° de Oregón y el 23 de Infantería en Tondo, cuando 500 soldados filipinos ocuparon la parte norte de la ciudad..: 59  Los refugiados aterrorizados huyeron de las llamas en Tondo y el mercado de Binondo se incendió después de la medianoche.: 60  Como resultado, se necesitaron tres horas para controlar los incendios. Alrededor de las 10 de la noche, filipinos armados al mando del coronel Francisco Román entraron en Tondo y se enfrentaron a las sorprendidas tropas estadounidenses.
Sin embargo, la confusión no recayó solo en el lado estadounidense. Los filipinos también sucumbieron a la indecisión. El coronel Lucio Lucas, que estaba bajo el mando directo de Luna, había respondido inmediatamente después de escuchar la señal de ataque. Su objetivo era entrar en la comisaría de policía de Meisic, que los estadounidenses habían convertido en cuartel. Sin embargo, en el camino, las tropas de Lucas se encontraron con un gran contingente estadounidense en la calle Azcarraga. Pensando en la retirada, Lucas había reconsiderado la creencia de que era mejor morir luchando que morir quemado. Las casas de la parte trasera ya estaban en llamas, por lo que ordenó a sus hombres que atacaran a los estadounidenses solo con dagas en la mano. En la pelea que siguió, tres filipinos y ocho estadounidenses murieron .

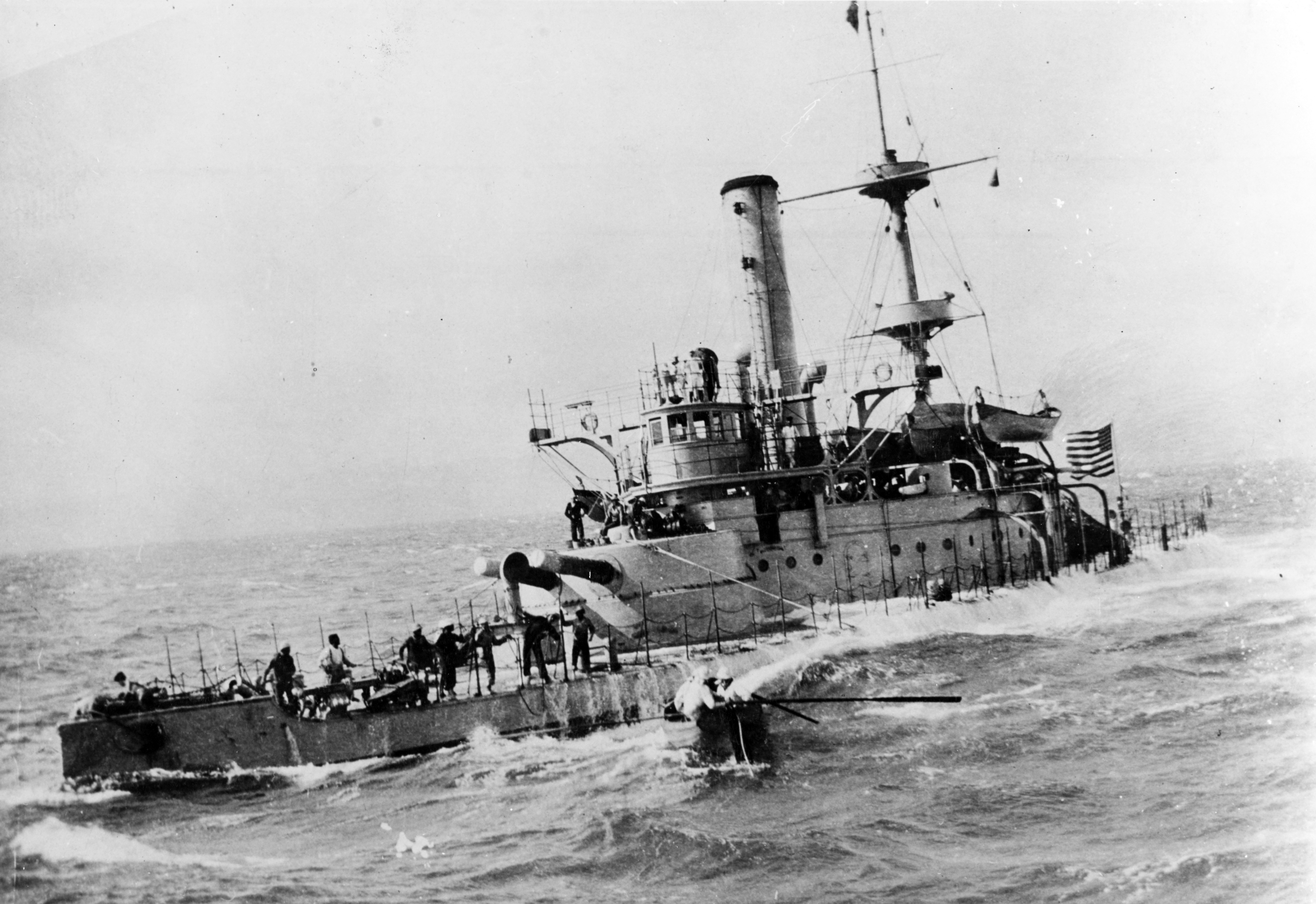
EL USS Monadnock cruzando el Océano Pacífico durante la Guerra Hispano-Estadounidense

Durante el transcurso de la batalla, Luna hizo todo lo posible por mantener la participación personal en el campo.. En la madrugada del 23 de febrero, los filipinos abrieron su ataque disparando sus cañones contra los estadounidenses. Luna logró asegurar un Krupp Rifled breech loader para proporcionar apoyo de artillería a sus hombres. Sin embargo, mientras los filipinos que avanzaban intentaban romper la línea estadounidense en Caloocan, los estadounidenses pudieron coordinar sus posiciones con el USS Monadnock. Las torretas gemelas del barco dispararon proyectiles de 10 pulgadas que prendieron fuego a varias casas filipinas que disolvieron el ataque filipino, obligándolos a retroceder para ponerse a cubierto.
Este revés se vio agravado por la mala coordinación entre el ejército filipino regular y los sandatahanes. La falta de municiones también había afectado a algunas unidades, incluidas las tropas al mando del coronel Roman. Sin embargo, las tropas de García habían llegado a los puntos de ocupación previstos en Manila, y en ese momento creía que Manila pronto enarbolaría la bandera filipina. En ese momento, sin embargo, la suerte de los filipinos vaciló. Dos compañías, por un total de unos 400 hombres, de las tropas de Pampanga al mando del mayor Canlas hicieron un rápido avance y sitiaron La Loma. Cuando las tropas de Pampanga se quedaron sin municiones, se ordenó a cuatro compañías (alrededor de 800) de tropas de Kawit que se unieran con las tropas de Pamapanga y lanzaran un ataque conjunto contra los estadounidenses atrincherados en La Loma. El comandante de Kawit,  el capitán Janolino, no obedeció la orden indicando que solo obedecería las órdenes del presidente Aguinaldo. Como resultado, la batalla en ese sector se perdió, y más tarde este incidente fue señalado tanto por Luna como por el general Ambrosio Flores, asistente de Luna como Director de Guerra, como el factor principal para negar la victoria filipina ese día.
A fines del 23 de febrero, los filipinos habían logrado asegurar Sampaloc, Binondo y Tondo (por los generales Pío del Pilar, Geronimo y el  Coronel Hizon). El batallón Kawit al mando del capitán Pedro Janolino había asegurado a Meisic y las tropas estadounidenses en Caloocan, que suman alrededor de 6000, estaban bajo asedio de las tropas filipinas al mando de Llanera y García. Al día siguiente, los filipinos lucharon aún más ferozmente que el día anterior. Los continuos combates despertaron preocupación entre los comandantes estadounidenses que pidieron refuerzos y cablearon al general Henry Ware Lawton para acelerar su traslado a Manila desde Colombo. Sin embargo, en general, los filipinos se retiraron a sus posiciones originales. Los débiles vínculos entre las unidades filipinas permitieron a los estadounidenses interceptar varios telegramas e interrumpir sus comunicaciones. Esto resultó en una mala coordinación y, junto con una mala disciplina entre algunas unidades como el Batallón Kawit y los sandatahanes, esto finalmente condujo al fracaso del contraataque. La bolsa de Tondo fue despejada, los defensores retrocedieron y la resistencia colapsó.: 60 

## Resultado
Treinta y nueve entre los estadounidenses y 500 entre los filipinos se contaron como bajas. Después de la batalla, Luna desarmó al Batallón Kawit por su insubordinación. Pero Aguinaldo contrarrestó el acto poniéndolos en un nuevo mando, el del Mayor Ramos. Al enterarse de la reinstalación del Batallón Kawit, Luna presentó su renuncia el 28 de febrero. Los estadounidenses también actuaron en su propia área al prohibir la entrada de filipinos armados en Manila e instituir un sistema de tarjetas de paso para todos los que ingresan a la ciudad. Cuando los estadounidenses cesaron sus operaciones mientras esperaban la llegada de refuerzos, siguió un período de relativa paz después de la batalla, excepto por la actividad limitada de pequeñas bandas de guerrilleros filipinos. Los refuerzos de Lawton finalmente comenzaron a llegar entre el 10 y el 23 de marzo.